# 巴罗利卡兰
巴罗利卡兰（Bharoli Kalan），是印度旁遮普邦Gurdaspur县的一个城镇。总人口3369（2001年）。

## 人口
该地2001年总人口3369人，其中男性1764人，女性1605人；0—6岁人口466人，其中男238人，女228人；识字率66.16%，其中男性为72.73%，女性为58.94%。